# Гершом Меор ха-Гола
Рабейну Гершом бен Иехуда по прозвищу Меор ха-Гола (Светоч рассеяния; ок. 960, Метц, Лотарингия — 1028 или 1040) — талмудист средневековой Германии, духовный основатель ашкеназского направления в Галахе.

## Биография
Родился в Германии. Учился у последних гаонов Вавилонии и у Иехуды бен Меира. Создал иешиву в Майнце, который стал духовным центром еврейства Германии.
Широко известны его постановления, запрещающие брать более одной жены, давать развод без согласия жены и читать чужие письма. Эти постановления соблюдаются по сей день.
Сын рабби Гершома был в числе тех, которые по принуждению приняли христианство во время изгнания евреев из Майнца. Когда он несколько времени спустя умер христианином, отец соблюдал по нему установленный траур. По возвращении некоторых крещеных евреев в лоно иудейства рабби Гершом запретил ставить им в упрек их временное отступничество и искал случая дать им возможность громогласно произнести славословие в синагоге.

## Ученики
- Иегуда бен Якар